# 星空のCeremony/Circle of Seasons
『星空のCeremony/Circle of Seasons』（ほしぞらのセレモニー/サークル・オブ・シーズンズ）は、2022年10月5日に発売されたTHE ALFEEの71枚目のシングル。

## 概要
前作『The 2nd Life -第二の選択-』から1年ぶりのシングル。
「Circle of Seasons」は、テレビ東京系列ドラマ『記憶捜査〜新宿東署事件ファイル〜』のエンディングテーマに使用された。シングルとしては珍しく、終始三声コーラスとなっている。
通常盤に加え、ジャケットとボーナス・トラックの異なる初回限定盤3種類の合計4種類で発売。
各盤収録・3曲目のボーナス・トラックは2022年に開催されたライブ『春の天地創造ツアー』の音源である。

## 収録曲
- 全作詞・作曲：高見沢俊彦

### 通常盤(TYCT-30133)
1. 星空のCeremony
2. Circle of Seasons
3. おくりもの（春の天地創造ツアー 2022 Live Ver.）

### 初回限定盤A(TYCT-39183)
1. 星空のCeremony
2. Circle of Seasons
3. ひとりぼっちのPretender（春の天地創造ツアー 2022 Live Ver.）

### 初回限定盤B(TYCT-39184)
1. 星空のCeremony
2. Circle of Seasons
3. 美しいシーズン（春の天地創造ツアー 2022 Live Ver.）

### 初回限定盤C(TYCT-39185)
1. 星空のCeremony
2. Circle of Seasons
3. Jupiter～星空のディスタンス（春の天地創造ツアー 2022 Live Ver.）